# Contigo hasta el final
Contigo hasta el final är en låt med den spanska musikgruppen El Sueño de Morfeo.

## Eurovision
Den 26 februari 2013 blev det klart att låten kommer att vara Spaniens bidrag till Eurovision Song Contest 2013.
```
Låten är på spanska
```

## Singel
Singeln släpptes den 5 mars 2013 av Warner Music Spain för digital nedladdning från Itunes Store.

## Spårlista
| 1. | Contigo hasta el final | 3:06 |